# Novo Momčilovo
Novo Momčilovo (cyr. Ново Момчилово) – wieś w Serbii, w okręgu toplickim, w gminie Žitorađa. W 2011 roku liczyła 53 mieszkańców.